# Gonomyia hippocampi
Gonomyia hippocampi är en tvåvingeart som beskrevs av Simon L.J. Stubbs och Geiger 1993. Gonomyia hippocampi ingår i släktet Gonomyia och familjen småharkrankar. Inga underarter finns listade i Catalogue of Life.